# ナラ氏 (満姓)
ナラ氏 (満文：ᠨᠠᡵᠠ ᡥᠠᠯᠠ, 転写：nara hala, 漢文：那拉氏など) は満洲族の姓氏の一つで、明末には海西四部における国姓とされ、清代には満洲族八大姓の一つに数えられた。一族は各地に分散したが、清朝太祖・ヌルハチ蜂起に前後して或る者は帰順し、或る者は制服されて、八旗に編入された。清代のナラ氏は貴族や文臣、武将として著名人士を多く輩出し、中でもイェヘ地方スワン地区出身の西太后は実権を40年余りの長きに亘って掌握し続けたことで有名である。民国以後のナラ氏は那、葉 (叶)、白、南などを漢姓とした。

## 概略
ナラ氏は満洲族の姓氏の中でも最も長い歴史をもつものの一つで、唐末の「女真通用三十姓」の一つである「納懶氏」まで遡ることができる。遼代には「拿懶氏」と改められ、金朝・ワンヤン氏アグダの母は即ち同氏族の出身である。金代は「納蘭氏」と書き表され、当時の女真における「白号姓氏」であった。
元代には一部が蒙古に加わり、ホルチンや阿爾巴噶などに定住したとされる。
明代になると、ナラ氏はフルン (海西) 四部ベイレの家系の姓氏 (国姓) となり、その中でもハダの萬 (王台)、ウラのブジャンタイ、イェヘのギンタイシといった諸ベイレはどれも当時の梟雄であった。しかし、フルン四部がヌルハチとの抗争に敗れると、その属部はヌルハチのマンジュ･グルン (満洲国＝建州部) に吸収され、その後に八旗に編入された。この時吸収されなかったナラ氏属部もヌルハチ挙兵の中で相継ぎ帰順していった。
この外、ナラ氏には別の系統として改姓した一族と賜姓された一族とがあり、ホイファ、イェヘのナラ氏一族は、本来それぞれイクデリ氏と蒙古トゥメト氏であったのが、後にナラ氏に改めたものである。賜姓については李氏朝鮮の易州に定住した広東巡撫准泰が比較的有名で、その曽祖父・鼐庸伊は本姓・高麗那氏だが、恩賜により満洲ナラ氏に組み込まれた。
明末のナラ氏は主要な者でイェヘナラ氏、ウラナラ氏、ハダナラ氏、ホイファナラ氏の四大支系に分派し、そのほかはゴルミン･シャンギヤン･アリン (白頭山)やギリン･ウラ (吉林)、ジャン (張/璋)、老寨子、スワン (蘇完/酸)、遼陽、ホルチン、札庫木、伊蘭費爾塔哈、布爾哈図城、瀋陽、嘉木湖、費徳里、徳庫、李朝易州、サルフ (撒爾湖)、松山、阿庫里尼満、噶哈里、仏阿拉、和索、チチハル、鎌刀把、黒山、額爾敏、ニマチャ (尼馬察)、清河、叶赫勒、雅爾湖、伊巴丹、烏克敦、ドンゴ (董鄂)、米山、渾都和色、シェリ (舍里) に散居した。ナラ氏は、ハダナラ氏とウラナラ氏の二大家系が同一宗族 (父祖ナチブル) とされ、ほかにも一部支系が相互に宗族として認めているが、総体的にはそれぞれの間に血縁関係はないとみてよく、従って氏族間の通婚もおこなわれた。
清代のナラ氏は名門としての威勢を誇り、五爵に叙された者には、ウラ地方の一等承恩公爵・フィヤング、イェヘ地方の一等男爵兼一雲騎尉・賀布索、一等男爵・碩詹、白爾黒図、三等男爵・布爾杭俄などがいる。五爵の下に列する世職に就いていた者は枚挙に遑がない。イェヘ地方の大学士・明珠は康熙帝の重臣にもなっている。このほか、ナラ氏はまた多数の后妃を輩出している。例えばイェヘ地方からは東城主・ヤンギヌの娘・孝慈高皇后、西太后 (出自は喀山の後裔)、孝定景皇后、ウラ地方からはヌルハチ妃・アバハイ (ドルゴン三王の母)、ホンタイジ継妃 (粛親王・ホーゲの母)、ホイファ王室からは乾隆帝継后が輩出されている。このうち、「西太后」こと孝欽顕皇后 (慈禧太后とも) は、清末に垂簾聴政で実権を40年余りに亘って掌握し続けたことで有名である。
民国以後のナラ氏後裔は、那、葉、南、白、劉、姚、張、蘇、安、羅、何、陳、黄、施、佟、萬 (万)、銭、斉、相、桐、黒などの漢姓を名告った。

## 清代の主要名家

### 巴奇蘭一族
イェヘ、ウラ、ハダ、ホイファ四王室の後裔は清代ナラ氏における名家の主要な構成員であった。このほかには伊巴丹地方鑲紅旗の巴奇蘭が挙げられ、ホイファ王室後衛のトンゴイ、イェヘ地方鑲藍旗の図爾坤らと同一宗族とされる。巴奇蘭はヌルハチがマンジュ (満洲国＝建州部) を樹立した当初に兄弟、同郷を率いて帰順し、三等軽車都尉 (世職) を授与されている。その後、沙嶺城、寧遠、覚華島、旅順口などの戦役であげた功績により三等男爵に叙され、さらに黒龍江女真 (野人女直?) を征討し、敵軍を捕虜として連れ帰ったことにより一等男爵に昇級した。巴奇蘭は十六大臣にまで上り詰めたが、後に創痍が祟って死去し、三等子爵に追陞された。巴奇蘭の子・拝山が襲爵し、三度の優詔で一等子爵兼一雲騎尉に昇級、議政大臣を務めた。その後裔は三等子を承襲している。巴奇蘭のそのほかの子孫は侍衛、佐領、参領、郎中、護衛、典儀などの官職を務め、このうち、曾孫・拉什希布は内閣学士を務め、礼部侍郎を兼務した。巴奇蘭の実兄の子・勒徳は清州 (現大韓民国忠清北道清州市?) 攻城戦で活躍し、騎都尉 (世職) を授与された。そのほかの子孫は典儀、筆帖式、主事、長史、護衛、郎中、城門尉、護軍校、員外、歩軍校、驍騎校、鳴賛などの官職を務め、このうち巴奇蘭の実兄の孫・珠徹は副都統を務め、佐領を兼務した。

### そのほか
ジャン (張) 地方鑲黄旗の懇 (人名) は天聡年間にアイシン･グルン (後金) に帰順した。子・魯鍚は兗州府 (現山東省済寧市兗州区) 攻撃で活躍し、バートルの称号と三等軽車都尉を授与され、さらに山海関の戦役で功績をあげたことにより三等男爵に叙された。後に農民軍を征討し、延安で首魁「一隻虎」こと李過の兵を度々破り、李自成 (李過の兄) の妻子を捕虜とした。また四川では張献忠らを破り、二等男爵に昇級した。まもなく副都統に昇任したが、湖広進攻時に洞庭湖で戦死し、一等男爵兼一雲騎尉に追陞された。魯鍚の子・布納海は爵位と世職を承襲後にジュンガル征討で功績を上げ、三等子爵に陞叙された。その後裔は二等男爵を世襲した。「懇」のそのほかの子孫は親軍校、侍衛、員外、御史、筆帖式、護軍校を務め、このうち曾孫・禄海は内閣侍読学士を務めた。
五爵以下ではほかに費徳里地方鑲黄旗の「奇排･ダルハン」、ジャン地方正紅旗の多博諾、鑲黄旗の瑚錫布、正白旗・札拉庫哈思瑚、ニマチャ地方正紅旗の納林、ギリン･ウラ地方鑲黄旗の徹臣、白頭山地方正白旗の阿庫密、ホルチン地方鑲藍旗の拖図、叶赫勒地方鑲白旗包衣の岱達らの後裔が軽車都尉、騎都尉などの世職を授与されている。このうち札拉庫哈思瑚の雲孫・斉蘇勒は康熙帝の著名な河臣 (治水大臣) で、功績により騎都尉を授与され、死後は賢良祠に祀られた。このほか、多博諾と同旗の哈克薩哈、イェヘ地方の拝鍚は同一族とされる。